# Yngve
Yngve est un prénom suédois masculin.

## Personnalités portant ce prénom
- Tous les articles commençant par « Yngve »
- Per Yngve Ohlin, chanteur de black metal suédois.
- Bror Yngve Sjöstedt, naturaliste suédois.